# Tomodachi Collection
Tomodachi Collection— соціальна гра-симулятор 2009 року, розроблена та опублікована Nintendo для Nintendo DS. Спочатку вона була випущена лише в Японії, а потім з’явилися продовження Tomodachi Life для Nintendo 3DS і Tomodachi Life: Living the Dream для Nintendo Switch, які були випущені на міжнародному рівні.

## Геймплей
Головні персонажі складається з Mii, створених користувачами. Гравці можуть перенести Mii безпосередньо зі своєї консолі Wii на Nintendo DS або створити нових за допомогою внутрішньоігрового Mii Maker. Гравець вибирає зовнішність і характер своїх Mii, а потім допомагає їм у вирішенні їхніх проблем, наприклад, заводити друзів і виконувати інші повсякденні завдання. Крім того, гравець може дати своїм Mii одяг, їжу та спеціальні предмети, щоб допомогти їм отримати досвід. Mii можуть взаємодіяти один з одним і створювати стосунки, наприклад дружбу. Коли Mii отримує достатньо досвіду, він підвищує рівень і отримує нагороди. По ходу гри відповідність певним критеріям відкриватиме нові райони та магазини на острові. Однією з таких областей є Зал запитань, де гравець може поставити своїм Mii запитання та попросити їх проголосувати за певну відповідь.

## Розробка
Mii не було представлено в ранніх іграх для Nintendo DS, вони спочатку були розроблені для Wii і випущені 19 листопада 2006 року. Mii вперше з’явилися на DS у 2008 році, у Personal Trainer: Walking. Tomodachi Collection було випущено через рік, тільки в Японії, 18 червня 2009 року. Хоча вона була випущена лише в Японії, 9 листопада 2013 року, гравець на ім'я "jjjewel" створив і випустив фанатський переклад американською англійською.
Tomodachi Collection була розроблена невеликою командою Nintendo SPD Group No.1 з Йошіо Сакамото як продюсером. Вона була задумана як версія японської відеогри «у яку можуть грати дорослі жінки» про ворожіння від Hamtaro 2000 року, під назвою «Tottoko Hamtaro: Tomodachi Daisakusen Dechu» і спочатку мала назву Otona no Onna no Uranai Techō (яп. 大人のオンナの占い手帳, lit."The Adult Woman's Fortune-Telling Notebook") . Було виявлено, що створений персонаж, натхненний фукуварай, спочатку розроблений для Tomodachi Collection, став основою для Mii.
Розробники були «справді зацікавлені» в західному випуску, але вони не змогли локалізувати програмне забезпечення синтезатора голосу для обробки англійських слів.
Лише в японській версії Tomodachi Life є функція, яка дозволяє гравцям «викликати» Mii із файлу збереження Tomodachi Collection і передавати Mii на 3DS. Щойно створені Mii додаються в Mii Studio. Неможливо надіслати Mii до Tomodachi Collection з Mii Maker.

## Рецепція
У Famitsu грі дали рейтинг 7.2 з 10. Ця гра була найбільш продаваною грою в Японії протягом тижня після її випуску, продано близько 102 000 одиниць. Станом на 28 вересня 2009 року було продано 1,15 мільйона копій, що зробило її четвертою з найбільш продаваних ігор в Японії в першій половині 2009 фінансового року. Наприкінці 2009–2010 фінансового року, 31 березня 2010 року, Nintendo повідомила, що гру було продано 3,2 мільйона одиниць.

## Сиквел
Продовження гри на Nintendo 3DS під назвою Tomodachi Collection: New Life було випущено в Японії 18 квітня 2013 року та 6 червня 2014 року в Північній Америці та Європі під назвою Tomodachi Life. Гра була найбільш продаваною грою в Японії протягом тижня після її випуску, продано близько 404 858 одиниць. Ще одне продовження, Tomodachi Life: Living the Dream, було оголошено про вихід у 2026 році для сімейства систем Nintendo Switch під час Nintendo Direct.

## Нотатки
1. ↑  Японська: トモダチコレクション Хепберна: Tomodachi Korekushon?